# 붕소-11
붕소-11(11B)은 붕소 동위 원소의 일종으로, 붕소의 안정 동위 원소 2개 중 하나이다. 자연에 존재하는 붕소의 약 80%가 붕소-11이며, 나머지 20%가 붕소-10으로 존재한다. 베릴륨-11, 베릴륨-12, 탄소-11의 방사성 붕괴 과정에서 생성된다.

## 같이 보기
- 붕소-10
- 붕소 동위 원소

| 가벼운 핵종 붕소-10 | 붕소의 동위 원소 | 무거운 핵종 붕소-12 |

| 어미핵종: 베릴륨-11(β-) 베릴륨-12(β-n) 베릴륨-14(β-3n) 탄소-11(β+) | 붕소-11의 붕괴 사슬 | 없음 |